# Protocatechualdehyd
Protocatechualdehyd (3,4-Dihydroxybenzaldehyd) ist ein aromatischer Aldehyd. Er kommt glycosidisch gebunden in der Vanille vor. Er entsteht auch bei der Zersetzung des Aromastoffs Piperonal (= „Methylen-protocatechualdehyd“) durch die Einwirkung von Luftsauerstoff, Licht und Wärme. Der Stoff ist ein Zwischenprodukt bei der Darstellung der Stoffe Vanillin, Ethylvanillin und Piperonal sowie des Überträgerstoffs (Neurotransmitters) Dopamin. Protocatechualdehyd kann enzymatisch zur Protocatechusäure oxidiert werden.

## Vorkommen
Natürlich kommt Protocatechualdehyd im Gelben Steinklee, in der Gewürzvanille und in Weinreben vor.

## Gewinnung und Darstellung
Der Protocatechualdehyd kann aus Brenzcatechin, aus Piperonal sowie durch Demethylierung von Vanillin hergestellt werden. Während früher die Herstellung aus Piperonal der übliche Zugang war, bietet sich heute vor allem die Darstellung aus Vanillin an:
- Autoklavieren bei 160–170 °C von Vanillin mit verdünnter Salzsäure.[7]
- Kochen von Vanillin mit wasserfreiem Aluminiumchlorid und Pyridin.[8]
- Umsetzung von Vanillin mit wasserfreiem Aluminiumbromid und Nitrobenzol.[9]
- Umsetzung von Vanillin mit quecksilber-aktiviertem Aluminium und elementarem Brom in Nitrobenzol.[10]